# Ahmed Fouad Negm
Ahmed Negm (Kafr Abū Najm (Ash Sharqiyah), 22 mei 1929 – Caïro, 3 december 2013) (احمد فؤاد نجم) algemeen bekend als al-Fagoumy (الفاجومي) en Oom Ahmed, was een Egyptisch dichter. Hij schreef in het Egyptisch-Arabische dialect en werd bekend als lid van een duo met componist en zanger Sheikh Imam en om zijn patriottische en revolutionaire gedichten. Hij wordt ook wel de dichter van de armen genoemd, om de stem die zijn poëzie gaf aan de Egyptische en Arabische onderklasse.

## Biografie
Negm kwam uit een gezin van zeventien kinderen uit het dorp Kafr Abū Najm in de Nijldelta van de provincie Ash Sharqiyah. Hij ging naar een van de islamitische Kutaab-scholen die worden bestuurd door de Al-Azhar-universiteit in Caïro. Nadat zijn vader was overleden, kwam hij in 1936 in een weeshuis terecht. Hier ontmoette hij Abdel Halim Hafez, die later uitgroeide tot een van de grootste zangers van de Arabische wereld. In 1945, toen hij 16 jaar oud was, verliet hij het weeshuis en keerde hij terug naar zijn dorp. Hier ging hij aan de slag in een Brits kamp terwijl hij daarnaast guerrilla-acties ondersteunde tegen de Britse bezetting. Verder werkte hij in zijn leven bij de spoorwegen en als postbode.
In de tweede helft van de jaren vijftig werd hij opgepakt vanwege vervalsing van papieren en veroordeeld tot drie jaar gevangenisstraf. In de gevangenis kwam hij in contact met poëzie en sindsdien bleef hij schrijven. Hij schreef zijn gedichten in de Egyptische spreektaal, wat hem in die tijd al meteen populair maakte bij de werkende klasse. Nog tijdens zijn gevangenschap werden zijn gedichten naar buiten gesmokkeld.
Zijn werk wordt gekenmerkt door humor en ironie, verhaspelde slogans, dubbelzinnigheden, parodieën en karikaturen. Hij werd beïnvloed door de revolutionaire romantiek van Nazım Hikmet, Maksim Gorki en Federico García Lorca, aan wier werk hij ook verschillende conceptuele vormen en stilistische vindingen ontleende.
Nadat hij was vrijgekomen, wist hij de eerste prijs te winnen tijdens een wedstrijd die was georganiseerd door de Hoge Raad voor de Kunsten. Vervolgens publiceerde hij zijn eerste bundel die zich vertalen laat als Beelden uit het Leven en de Gevangenis. Hierna ging hij aan het werk als kantoormedewerker voor de solidariteitsorganisatie van de Afrikaanse en Aziatische volkeren (AAPSO) in Caïro, die een raadgevende status heeft bij de UNESCO. Daarnaast was hij geregeld te horen als dichter op de Egyptische radio.
In 1962 ontmoette hij componist en zanger Sheikh Imam met wie hij uitgroeide tot wat wel wordt geroemd als het meest beroemde Egyptische duo ooit. Zijn teksten, waarin hij machtsmisbruik, hypocrisie en corruptie aan de kaak stelde, leverden hun de gram op van de regimes van Gamal Abdel Nasser, Anwar Sadat en Hosni Moebarak en kwamen beiden te staan op een politieke gevangenisstraf van achttien jaar. Sadat heeft mogelijk nog het meeste van zijn kwellende spot ontvangen. Tijdens diens bewind en het bezoek van Amerikaans president Richard Nixon aan Egypte schreef hij onder meer het controversiële gedicht Vader Nixon. Tijdens Sadats bewind werd het duo gevangengezet op de beschuldiging dat het de meest sarcastische campagne ooit tegen een staatshoofd voerde. Maar ook met Moebarak, die volgens hem niets zou bijdragen aan het land, dreef hij consequent de spot.
Spanningen tussen Negm en Imam leidden in de jaren negentig tot een bittere scheuring tussen beiden; Sheikh Imam overleed in 1995 na een lang ziekbed.
Terwijl Negm zijn bekendheid verwierf in de jaren zestig en zeventig, is hij ook in de decennia erna een dichter met groot aanzien gebleven die bijvoorbeeld door Al Jazeera wordt omschreven als een levende legende die beroemd werd omdat hij zijn mond niet hield. Volgens Al Arabiya was hij de dichter van het volk. De muziek van Negm en Imam kwam gedurende de decennia telkens weer terug tijdens politieke anti-regeringsmanifestaties. Tijdens de Egyptische Revolutie van 2011, die president Moebarak ten val bracht, scandeerde de massa het volgende gedicht van de hand van Negm: "De dappere man is dapper, de lafaard een lafaard. Kom mee met de dapperen, mee naar het Plein." Zijn dochter, Nawara Negm, die hij kreeg met journaliste en literatuurcritica Safinaz Kazem, was van meet af aan een van de prominente figuren van deze revolutie.
Zijn openheid over vriendinnen, zijn gebruik van hasj en zijn voorliefde voor een goed vloekwoord maakten hem geliefd bij een groot deel van het volk. Hij trouwde zes maal, de laatste keer met een vrouw die bijna vijftig jaar jonger was dan hij. In zijn appartement in Mokattam, een voorstad van Caïro, schilderde hij in het geel op de muur: "Lof voor de gekke mensen / in deze dwaze wereld." Zijn onbezorgde levensstijl bracht hem niettemin ook in aanvaring met de moslimbroeders, die aan de macht kwamen na de val van Moebarak. Naar aanleiding van een vloekwoord tijdens een televisie-uitzending werd hij bijvoorbeeld aangeklaagd vanwege godslastering, en zijn dochter werd door de menigte al eens uitgemaakt voor dochter van een drugsverslaafde.
In 2013 werd hem de Grote Prins Claus Prijs toegekend, vanwege onder meer zijn rotsvaste integriteit, zijn moed en inspiratie, het bieden van een basisbehoefte aan cultuur, zijn humor in vaak schrijnende omstandigheden en zijn belangrijke invloed op de Arabische poëzie.
Op 3 december 2013, een week voor de geplande uitreiking in Amsterdam, overleed hij op 84-jarige leeftijd.

## Film
- 2011: al-Fagoumy (الفاجومي ), regisseur Essam al-Shama, film over het leven van Negm in de jaren zestig en zeventig[7]

- Bibliothèque nationale de France: cb12222737z (data)
- Gemeinsame Normdatei: 118969242
- International Standard Name Identifier: 0000 0001 2237 866X
- Library of Congress Control Number: n82085843
- Nationale Bibliotheek van Israël: 987007313053605171
- Nederlandse Thesaurus van Auteursnamen: 381359417
- SNAC: w6vf12dn
- Système universitaire de documentation: 090237722
- Virtual International Authority File: 61958
- WorldCat: E39PBJtrPJvww4BfkRyPg4Gj4q